# Walesi U21-es labdarúgó-válogatott
A  Walesi U21-es labdarúgó-válogatott Wales korosztályos labdarúgó válogatottja, melyet a walesi labdarúgó-szövetség irányít. A válogatott részt vesz az UEFA által szervezett korosztályos európai tornán, az UEFA U21-es Labdarúgó-Európa-bajnokságon, melyet két évente rendeznek.
A walesiek U21-es csapata 1976-ban alakult meg, miután az UEFA tornáját átszervezték. Gól nélküli barátságos mérkőzésen mutatkoztak be Anglia U21-es labdarúgó-válogatottja ellen a Wolverhampton Wanderers stadionjában.
A walesi U21-es válogatottban csak olyan Walesben született játékosok játszhatnak, akiknek szülei vagy nagyszülei is walesi születésűek.

## Olimpiai szereplés
- 1992: Nem indult
- 1996: Nem indult
- 2000: Nem indult
- 2004: Nem indult
- 2008: Nem indult
- 2012: 5. hely (Nagy-Britannia néven)

## 2009-es keret
Wales játékoskeretét Bosznia és Hercegovina ellen 2009. szeptember 25-én jelentették be. Brian Flynn 23 játékost jelölt a csapatba. Joe Allen, Adam Matthews és Joe Partington sérülés miatt végül kimaradtak a keretből és még hét játékos csatlakozott.
| Szám | Poszt | Név                 | Születési dátum / Kor    | Válogatottság | Gólok | Klub                    |
| ---- | ----- | ------------------- | ------------------------ | ------------- | ----- | ----------------------- |
|      | K     | David Cornell       | 1991. március 28. (18)   | 0             | 0     | Swansea City            |
|      | K     | Chris Maxwell       | 1990. július 30. (19)    | 4             | 0     | Wrexham                 |
|      | V     | Daniel Alfei        | 1992. február 23. (17)   | 0             | 0     | Swansea City            |
|      | V     | Gareth Bale         | 1989. július 16. (20)    | 4             | 0     | Tottenham Hotspur       |
|      | V     | Darcy Blake         | 1988 december 13. (20)   | 12            | 0     | Cardiff City            |
|      | V     | Neal Eardley        | 1988. november 6. (20)   | 9             | 1     | Blackpool               |
|      | V     | Kai Edwards         | 1991. január 29. (18)    | 0             | 0     | Wrexham                 |
|      | V     | Aaron Morris        | 1989. december 30. (19)  | 3             | 0     | Cardiff City            |
|      | V     | Lewin Nyatanga      | 1988. augusztus 18. (21) | 9             | 0     | Bristol City            |
|      | V     | Christian Ribeiro   | 1989. december 14. (19)  | 4             | 1     | Bristol City            |
|      | V     | Neil Taylor         | 1989. február 7. (20)    | 7             | 0     | Wrexham                 |
|      | V     | James Wilson        | 1989. február 26. (20)   | 2             | 1     | Bristol City            |
|      | KP    | Billy Bodin         | 1992. március 24. (17)   | 0             | 0     | Swindon Town            |
|      | KP    | Elliott Chamberlain | 1992. április 29. (17)   | 0             | 0     | Leicester City          |
|      | KP    | Jack Collison       | 1988. október 2. (20)    | 7             | 2     | West Ham United         |
|      | KP    | Ryan Doble          | 1991. február 1. (18)    | 0             | 0     | Southampton             |
|      | KP    | Andy King           | 1988. október 29. (20)   | 8             | 2     | Leicester City          |
|      | KP    | Shaun MacDonald     | 1988. június 17 (21)     | 20            | 2     | Swansea City            |
|      | KP    | Aaron Ramsey        | 1990. december 26. (18)  | 12            | 2     | Arsenal                 |
|      | KP    | Ashley Richards     | 1991. április 12. (18)   | 1             | 0     | Swansea City            |
|      | CS    | Simon Church        | 1988. december 10. (20)  | 13            | 8     | Reading                 |
|      | CS    | Nathan Craig        | 1991. január 25. (18)    | 1             | 0     | Everton                 |
|      | CS    | Ched Evans          | 1988. december 28. (20)  | 11            | 11    | Sheffield United        |
|      | CS    | Jake Taylor         | 1991. december 1. (17)   | 0             | 0     | Reading                 |
|      | CS    | Casey Thomas        | 1990. november 14. (18)  | 1             | 0     | Swansea City            |
|      | CS    | Sam Vokes           | 1989. október 21. (19)   | 12            | 4     | Wolverhampton Wanderers |
|      | CS    | Marc Williams       | 1988. július 27. (21)    | 3             | 2     | Wrexham                 |

## Külső hivatkozások
- UEFA U21 oldal (angolul)
- Statisztikák a Rec.Sport.Soccer oldalán (angolul)
- Walesi Labdarúgó Szövetség hivatalos oldala. Archiválva 2010. május 16-i dátummal a Wayback Machine-ben (angolul)